# ABPF - Regional São Paulo

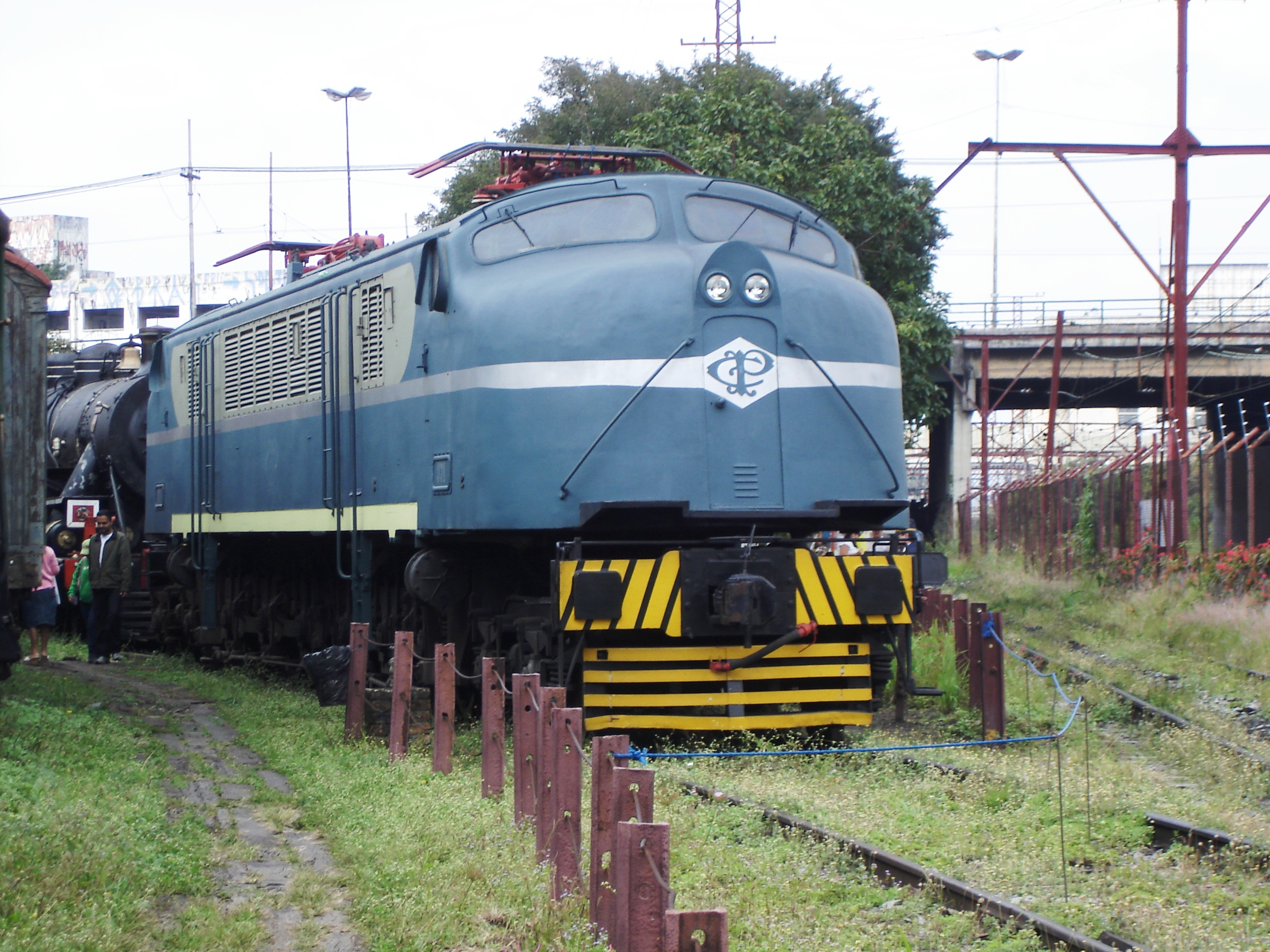
Locomotiva Elétrica V8 nº 6371 construída pela GE nos EUA, originalmente para a Companhia Paulista de Estradas de Ferro, operou na Fepasa e hoje faz parte do acervo da ABPF-SP. Ostenta seu primeiro padrão de pintura.

A ABPF - Regional São Paulo é uma divisão da Associação Brasileira de Preservação Ferroviária que administra o Trem dos Imigrantes e o Trem dos Ingleses e ainda o Museu Tecnológico Ferroviário do Funicular e um passeio de bonde no bairro da Moóca em São Paulo.

## Material Rodante

### Locomotivas a vapor
- Locomotiva Baldwin nº 5 ex EFCB - Em operação no Trem dos Imigrantes
- Locomotiva Sharp Stewart nº 10 ``Maria Inês´´ ex SPR - Em operação no Trem dos Ingleses
- Locomotiva Sharp Stewart nº 15 ex SPR - Em exposição no Museu Tecnológico Ferroviário de Paranapiacaba
- Locomotiva North British nº 91 ex SPR - No aguardo de restauro
- Locomotiva Baldwin nº 353 ``Velha Senhora´´ ex EFCB - Foi Restaurada em conjunto pela ABPF - Regional de São e Regional Sul de Minas, após restauração foi transferida para Guararema para ser usada em passeio turístico a ser operado pela ABPF[2].

### Locomotivas Elétricas
- Locomotiva GE Box ex CPEF - Em exposição no pátio Ferroviário
- Locomotiva GE V8 nº 6371 ex CPEF - Em Exposição no pátio da regional

### Carros de Passageiros
- Carro de Passageiros nº 01 ex CPEF - No aguardo de restauro
- Carro Presidencial nº 01 ex SPR - Em operação no Trem dos Imigrantes
- Carro Administração nº 07 ex SPR - Em exposição no pátio Ferroviário
- Carro Reservado nº 19 ex SPR - Em operação no Trem dos Imigrantes
- Carro Buffet nº 37 ex SPR - Em operação no Trem dos Imigrantes
- Carro de Passageiros 1ª Classe nº P-111 ex SPR - No aguardo de restauro
- Carro de Passageiros 1ª Classe nº P-112 ex SPR - Em operação no Trem dos Ingleses
- Carro de Passageiros 2ª Classe nº 288 ex SPR - Em operação no Trem de Guararema
- Carro de Passageiros 2ª Classe nº 289 ex SPR - Em operação no Trem de Guararema
- Carro de Passageiros 2ª Classe nº 451 ex SPR - Em restauração
- Carro de Bagagem e Correio nº B-1032 ex SPR - Em Exposição no pátio Ferroviário
- Carro de Bagagem e Correio nº B-1081 ex SPR - Em operação no Trem de Guararema

### Locobreques
- Locobreque Kerr Stuart nº 3 ex SPR - No aguardo de restauro
- Locobreque Kerr Stuart nº 4 ex SPR - Em restauração
- Locobreque Kerr Stuart nº 8 ex SPR - No aguardo de restauro em Paranapiacaba
- Locobreque Kerr Stuart nº 11 ex SPR - No aguardo de restauro
- Locobreque Robert Stephenson nº 14 ex SPR - Em exposição no Museu Tecnológico Ferroviário de Paranapiacaba
- Locobreque Robert Stephenson nº 16 ex SPR - Em exposição no Museu Tecnológico Ferroviário de Paranapiacaba
- Locobreque Robert Stephenson nº 17 ex SPR - Em exposição no Museu Tecnológico Ferroviário de Paranapiacaba
- Locobreque Robert Stephenson nº 18 ex SPR - No aguardo de restauro em Paranapiacaba
- Locobreque Robert Stephenson nº 19 ex SPR - No aguardo de restauro em Paranapiacaba
- Locobreque Robert Stephenson nº 20 ex SPR - Em exposição no Museu Tecnológico Ferroviário de Paranapiacaba

## Trens em operação
- Trem dos Imigrantes
- Trem dos Ingleses